# Les Heures persanes (Charles Koechlin)
Les Heures persanes op. 65, forment un cycle de seize pièces pour piano, composé par Charles Koechlin entre 1913 et 1919, et orchestré en 1921 (op. 65 bis), inspiré par le récit de voyage de Pierre Loti, Vers Ispahan, publié en 1904.
Les seize pièces du recueil condensent sur 2 jours la première partie seulement d'un voyage de 6 semaines environ ; on gagne cependant à lire le récit de Pierre Loti pour bien comprendre l'atmosphère particulière de l'évocation musicale qu'en fait Koechlin. Le début du Prologue de Loti en donne déjà une petite idée : « Qui veut venir avec moi voir à Ispahan la saison des roses, prenne son parti de cheminer lentement à mes côtés, par étapes, ainsi qu’au Moyen Age. », etc.

## Présentation
1. « Sieste, avant le départ »
2. « La Caravane (rêve, pendant la sieste) »
3. « L'Escalade obscure »
4. « Matin frais, dans la haute vallée »
5. « En vue de la ville »
6. « À travers les rues »
7. « Chant du soir »
8. « Clair de lune sur les terrasses »
9. « Aubade »
10. « Roses au soleil de midi »
11. « À l'ombre, près de la fontaine de marbre »
12. « Arabesques »
13. « Les Collines, au coucher du soleil »
14. « Le Conteur » (Le pêcheur et le Genni, Le Palais enchanté, Danse d'adolescents, Clair de lune sur les jardins)
15. « La Paix du soir, au cimetière »
16. « Derviches dans la nuit » (Clair de lune sur la place déserte)

## Composition de l'oeuvre
Le manuscrit autographe (comportant des corrections pour l'éditeur) de la version pour piano est conservé à la Bibliothèque nationale et universitaire de Strasbourg au sein du fonds Charles Koechlin. La composition de l'oeuvre s'étale de 1913 à 1919, ce qui atteste d'un processus de maturation artistique. L'oeuvre est orchestrée en 1921.

## Discographie sélective

### Version pour piano
- Herbert Henck, Les Heures persanes, Wergo, 1986 (WER 60137-50)
- Kathryn Stott, Les Heures persanes, Chandos Records, 2003 (CHAN 9974)
- Michael Korstick, Œuvres pour piano (vol. 2), Hänssler Classic, 2009 (CD 93.246)
- Ralph van Raat, Les Heures persanes, Naxos

### Version pour orchestre
- Leif Segerstam, Les Heures persanes, Naxos Patrimoine, 1993 (CD 8.550890)
- Heinz Holliger, Les Heures persanes, Hänssler Classic, 2006 (CD 93.125)